# 1989 LT
1989 LT är en asteroid i huvudbältet som upptäcktes 3 juni 1989 av den amerikanske astronomen Eleanor F. Helin vid Palomar-observatoriet.
Asteroiden har en diameter på ungefär 5 kilometer.